# Jan-Peter Tewes
Jan-Peter Tewes (ur. 26 listopada 1968 w Mülheim an der Ruhr) – niemiecki hokeista na trawie, bramkarz, złoty medalista olimpijski z Barcelony.
Brał udział w dwóch igrzyskach (IO 92, IO 96). Największy sukces w karierze odniósł w 1992, kiedy to wywalczył złoty medal olimpijski. Był mistrzem Europy w 1991 i 1995.

## Życie prywatne
Ma starszego brata Stefana, który również był hokeistą na trawie i mistrzem olimpijski8m z 1992.